# Poliocephalus rufopectus
El zampullín maorí (Poliocephalus rufopectus) es una especie de ave Podicipediformes de la familia Podicipedidae endémico de Nueva Zelanda.

## Distribución y hábitat
En la actualidad se encuentra en la mayor parte de la isla Norte distribuido por la costa occidental, en lagos costeros, desde cabo Norte a Pukekohe, y desde el sur de Taranaki hasta Paraparaumu, además de en lagos y pantanos de la meseta central, Hawke's Bay y Wairarapa. Esta especie en el pasado estaba presente también en los lagos de las regiones bajas de la isla Sur, pero por razones desconocidas empezó a desaparecer rápidamente en el siglo XIX, datando sus últimos registros de reproducción verificados en la zona de 1941.

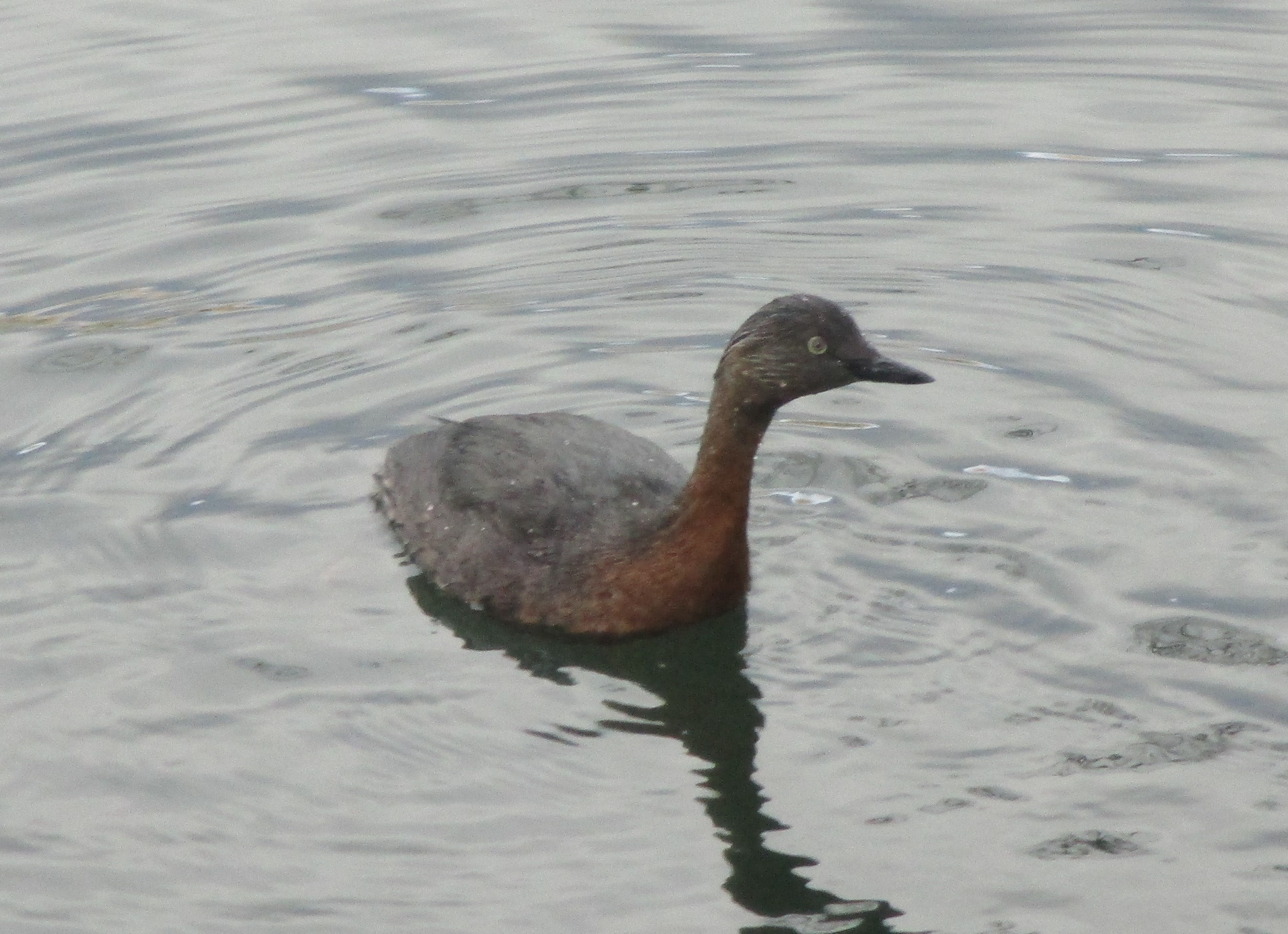
Adulto fotografiado en Western Springs en Auckland

## Alimentación
Se alimenta principalmente de insectos acuáticos y sus larvas, además de pequeños moluscos como los caracoles de agua dulce. A veces atrapan presas mayores como peces y cangrejos de río.